# 上田晋也と古坂大魔王のオールナイトニッポンR
『上田晋也と古坂大魔王のオールナイトニッポンR』（うえだしんやとこさかだいまおうのおーるないとにっぽんアール）は、ニッポン放送の深夜放送「オールナイトニッポンR スペシャルナイト」で放送された特別ラジオ番組。パーソナリティは、上田晋也（くりぃむしちゅー）と古坂和仁（元 底ぬけAIR-LINE、現 ノーボトム!）。

## 概要
タイトルコール時、古坂は「古坂大魔王」とタイトルコールしている。番組内ではバレバレなのに、必ず録音放送であることを否定している（事前に「知ってる?24時。」や「くりぃむしちゅーのオールナイトニッポン」でメールを募集している）。
3ヶ月ごとに行うと言っていたが、8月の放送の次は翌年の1月となり、その後は放送されていない。これには、オールナイトニッポンRのスペシャルナイト（週替わりのパーソナリティが担当）が終了してパーソナリティが固定されたのに加え、2006年8月からテレ朝チャンネルにて上田＆古坂のトーク番組「上田ちゃんネル」が始まったことが背景にある。

## 放送日・放送時間
| 放送回 | 放送日                  | 放送時間      |
| ------ | ----------------------- | ------------- |
| 第1回  | 2005年5月20日（金曜日） | 27:00 - 29:00 |
| 第2回  | 2005年8月20日（土曜日） | 27:00 - 28:30 |
| 第3回  | 2006年1月27日（金曜日） | 27:00 - 29:00 |